# 南安達曼島

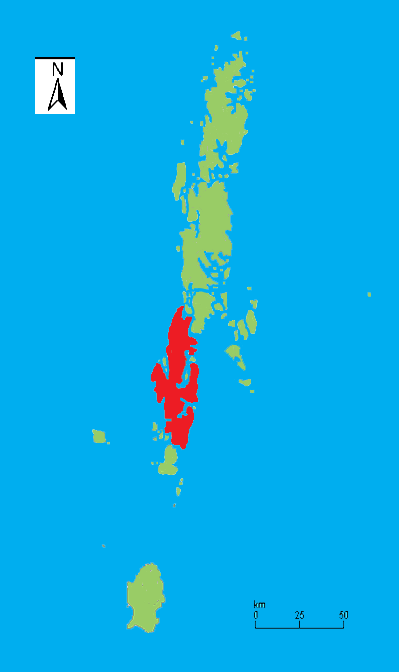
南安達曼島（紅色）在安達曼群島的位置

南安達曼島是印度的島嶼，歸安达曼-尼科巴群岛聯邦屬地管轄，位於孟加拉灣，屬於安達曼群島的一部分，長93公里、寬31公里，面積1,347平方公里，最高點海拔高度456米，2001年人口181,949。
11°47′N 92°39′E / 11.783°N 92.650°E